# Selección de fútbol sub-17 de México
La selección de fútbol sub-17 de México es el equipo masculino representativo de la Federación Mexicana de Fútbol (la cual es miembro de la CONCACAF) en las competiciones oficiales de la categoría sub-17; surgió como categoría sub-16, hasta el aumento de un año hecho por la FIFA en 1991. En esta categoría, México se consagró Campeón de la Copa del Mundo en Perú 2005 y por segunda ocasión, como anfitriones, en México 2011.  Es la selección más exitosa de su área, ya que cuenta con 9 Campeonatos Sub-17 de la Concacaf (en 1985, 1987, 1991, 1997, 2013, 2015, 2017, 2019 y 2023).

## Historia
En octubre de 2005 el equipo dirigido por Jesus Ramirez consiguió la Copa del Mundo Perú 2005. México quedó situado en el Grupo B junto a las escuadras de Uruguay, Turquía y Australia.
El camino comenzó el 16 de septiembre cuando "El Mini Tri" se enfrentó a Uruguay, México sorprendió cuando al minuto 47 por conducto de Carlos Vela abriera el marcador; poco después la escuadra mexicana logró anotar por segunda ocasión, esta vez fue César Villaluz el autor del tanto. El segundo partido se jugó en Lima donde México consiguió su segunda victoria del certamen y con ella su clasificación ante Australia por marcador de 3 a 0 con doblete de Carlos Vela y uno más de Omar Esparza. El tercer y último partido del grupo enfrentaba a Turquía y a un México con muchos suplentes, el resultado fue una derrota para el cuadro dirigido por Jesús Ramírez por 2 a 1.
En la segunda ronda se enfrentaron a otro equipo de la Concacaf, Costa Rica, el "mini tri" empezó perdiendo por un autogol de Efraín Juárez, él mismo empató los cartones cerca del final del partido, por lo tanto se fueron a tiempos extra donde anotaron Carlos Vela y Ever Guzmán para ganar 3-1 y avanzar a semifinales algo que no conseguía México en competiciones de categorías menores desde el Mundial Sub-20 de 1977.
En la semifinal se encontraron a Holanda, a la que golearon 4-0 con 2 goles de César Villaluz, así como con anotaciones de Héctor Moreno y Ever Guzmán.
En la final se enfrentaron a Brasil. México empezó ganando a los 24 minutos con un gol de Carlos Vela de palomita a pase de Giovani dos Santos, cuatro minutos más tarde Omar Esparza hizo un gol de fuera del área, en los minutos finales Ever Guzmán anotó el 3-0 y México ganó su primer campeonato del mundo de fútbol.
Después de casi 6 años del primer campeonato; México obtiene la sede del Copa Mundial de Fútbol Sub-17 de 2011, el 18 de junio su primer rival fue Corea del Norte en el Estadio Morelos en Morelia, Michoacán ganando el equipo mexicano 3-1; el segundo el 21 de junio en Morelia jugó contra el campeón africano Congo derrotándolo 2-1 con un juego difícil y un mal clima; el 24 de junio en Monterrey, Nuevo León México jugó contra su similar de Holanda en un complicado partido ganando 3-2.
En octavos de final el 30 de junio México jugó contra Panamá en Pachuca, Hidalgo, obteniendo el triunfo sin mayores complicaciones.
En cuartos de final el 4 de julio México jugó contra Francia igual en Pachuca. empezó ganando el equipo mexicano con gol de Kevin Escamilla al minuto 14' y empatando el equipo francés antes del medio tiempo. En el segundo tiempo el gol Carlos Fierro al minuto 50' ponía a México en semifinales.
El 7 de julio en el Estadio Territorio Santos Modelo. México jugó contra Alemania en un emocionante partido. Julio Gómez al minuto 3' ponía el marcador a favor de México, pero tan solo 9 minutos después Alemania empató el partido con gol de Samed Yesil y las cosas se fueron 1-1 al medio tiempo. Al segundo tiempo tan solo le bastó a Alemania 15 minutos para voltear el marcador, México siguió tratando de empatar, y al minuto 76 Jorge Espericueta anota un gol olímpico y empata; Julio Gómez salió lastimado con una cortada en la cabeza causada por el choque con un jugador alemán, pero regresó a la acción y al minuto 90 en un tiro de esquina anota un gol de chilena para que México se colocara en la gran final en el Estadio Azteca.
El 10 de julio México jugaba contra el seleccionado uruguayo la final con el apoyo de un Estadio Azteca lleno, y al minuto 31 Antonio Briseño anota uno de los 2 goles y se fueron al medio tiempo con ese marcador. Ya en el segundo tiempo y casi al final del encuentro un contragolpe de México en el minuto 92 Giovani Casillas anotaba el gol que le daba el segundo campeonato del mundo sub-17 a México en casa y concluyendo invicto.

## Estadísticas

### Campeonato Sub-17 de la Concacaf
| Año                    | Ronda           | PJ            | PG            | PE            | PP            | GF            | GC            | DIF.          |
| ---------------------- | --------------- | ------------- | ------------- | ------------- | ------------- | ------------- | ------------- | ------------- |
| Trinidad y Tobago 1983 | Tercer lugar    | 4             | 3             | 1             | 0             | 13            | 0             | +13           |
| México 1985            | Campeón         | 7             | 6             | 1             | 0             | 37            | 1             | +36           |
| Honduras 1987          | Campeón         | 6             | 6             | 0             | 0             | 16            | 2             | +14           |
| Cuba 1988              | No participó    | No participó  | No participó  | No participó  | No participó  | No participó  | No participó  | No participó  |
| Trinidad y Tobago 1991 | Campeón         | 6             | 3             | 3             | 0             | 8             | 2             | +6            |
| Estados Unidos 1992    | Subcampeón      | 6             | 4             | 2             | 0             | 21            | 6             | +15           |
| El Salvador 1994       | Cuarto lugar    | 6             | 4             | 0             | 2             | 17            | 4             | +13           |
| Trinidad y Tobago 1996 | Campeón         | 6             | 6             | 0             | 0             | 23            | 2             | +21           |
| El Salvador 1999       | No hubo campeón | 3             | 3             | 0             | 0             | 13            | 2             | +11           |
| Honduras 2001          | No hubo campeón | 3             | 1             | 1             | 1             | 8             | 2             | +6            |
| Canadá 2003            | No hubo campeón | 5             | 4             | 0             | 1             | 13            | 4             | +9            |
| México 2005            | No hubo campeón | 3             | 3             | 0             | 0             | 7             | 0             | +7            |
| Honduras 2007          | No hubo campeón | 3             | 0             | 3             | 0             | 2             | 2             | 0             |
| México 2009            | No hubo campeón | 3             | 3             | 0             | 0             | 11            | 0             | +11           |
| Jamaica 2011           | No participó¹   | No participó¹ | No participó¹ | No participó¹ | No participó¹ | No participó¹ | No participó¹ | No participó¹ |
| Panamá 2013            | Campeón         | 5             | 5             | 0             | 0             | 14            | 3             | +11           |
| Honduras 2015          | Campeón         | 6             | 4             | 2             | 0             | 16            | 3             | +13           |
| Panamá 2017            | Campeón         | 6             | 4             | 1             | 1             | 22            | 7             | +15           |
| Estados Unidos 2019    | Campeón         | 7             | 7             | 0             | 0             | 21            | 3             | +18           |
| Guatemala 2023         | Campeón         | 7             | 6             | 1             | 0             | 29            | 2             | +27           |
| Total                  | 9 títulos       | 72            | 58            | 11            | 3             | 237           | 35            | +202          |

¹No participó por tener asegurada su presencia al ser el anfitrión de la edición de 2011.

### Clasificación de Concacaf para la Copa Mundial Sub-17
| Año   | Ronda       | PJ | PG | PE | PP | GF | GC | DIF. |
| ----- | ----------- | -- | -- | -- | -- | -- | -- | ---- |
| 2025  | En disputa  | 1  | 1  | 0  | 0  | 8  | 0  | +8   |
| Total | Por definir | 1  | 1  | 0  | 0  | 8  | 0  | +8   |

### Copa Mundial de Fútbol
| Año                         | Ronda            | PJ           | PG           | PE           | PP           | GF           | GC           | DIF.         |
| --------------------------- | ---------------- | ------------ | ------------ | ------------ | ------------ | ------------ | ------------ | ------------ |
| China 1985                  | Primera fase     | 3            | 1            | 1            | 1            | 3            | 3            | 0            |
| Canadá 1987                 | Primera fase     | 3            | 1            | 1            | 1            | 3            | 9            | -6           |
| Escocia 1989                | Suspendido1      | Suspendido1  | Suspendido1  | Suspendido1  | Suspendido1  | Suspendido1  | Suspendido1  | Suspendido1  |
| Italia 1991                 | Primera fase     | 3            | 1            | 0            | 2            | 5            | 6            | -1           |
| Japón 1993                  | Primera fase     | 3            | 1            | 0            | 2            | 4            | 7            | -3           |
| Ecuador 1995                | No clasificó     | No clasificó | No clasificó | No clasificó | No clasificó | No clasificó | No clasificó | No clasificó |
| Egipto 1997                 | Primera fase     | 3            | 1            | 0            | 2            | 8            | 6            | 2            |
| Nueva Zelanda 1999          | Cuartos de final | 4            | 2            | 0            | 2            | 7            | 7            | 0            |
| Trinidad y Tobago 2001      | No clasificó     | No clasificó | No clasificó | No clasificó | No clasificó | No clasificó | No clasificó | No clasificó |
| Finlandia 2003              | Cuartos de final | 4            | 1            | 2            | 1            | 5            | 5            | 0            |
| Perú 2005                   | Campeón          | 6            | 5            | 0            | 1            | 16           | 3            | 13           |
| Corea del Sur 2007          | No clasificó     | No clasificó | No clasificó | No clasificó | No clasificó | No clasificó | No clasificó | No clasificó |
| Nigeria 2009                | Octavos de final | 4            | 2            | 1            | 1            | 4            | 3            | 1            |
| México 2011                 | Campeón          | 7            | 7            | 0            | 0            | 17           | 7            | 10           |
| Emiratos Árabes Unidos 2013 | Subcampeón       | 7            | 4            | 1            | 2            | 11           | 11           | 0            |
| Chile 2015                  | Cuarto lugar     | 7            | 4            | 1            | 2            | 14           | 9            | 5            |
| India 2017                  | Octavos de final | 4            | 0            | 2            | 2            | 4            | 6            | -2           |
| Brasil 2019                 | Subcampeón       | 7            | 3            | 2            | 2            | 14           | 5            | 9            |
| Indonesia 2023              | Octavos de final | 4            | 1            | 1            | 2            | 7            | 10           | -3           |
| Catar 2025                  | Clasificado      | Clasificado  | Clasificado  | Clasificado  | Clasificado  | Clasificado  | Clasificado  | Clasificado  |
| Total                       | 2 títulos        | 69           | 34           | 13           | 22           | 122          | 97           | 25           |

- 1 Suspendido de toda competencia por el caso de los "cachirules".

## Resultados

### Últimos y próximos encuentros
A continuación se detallan los últimos partidos jugados por la selección.
- Actualizado al 27 de junio de 2025.

| Fecha      | Ciudad           | Local      | Resultado | Visitante       | Competencia                     |
| ---------- | ---------------- | ---------- | --------- | --------------- | ------------------------------- |
| 13-11-2024 | San José         | Costa Rica | 0:1       | México          | Partido amistoso                |
| 15-11-2024 | Alajuela         | México     | 5:0       | Guatemala       | Partido amistoso                |
| 18-11-2024 | San José         | México     | 1:2       | Canadá          | Partido amistoso                |
| 09-02-2025 | Toluca           | México     | 8:0       | Dominica        | Clas. Copa Mundial Sub-17 2025  |
| 11-02-2025 | Toluca           | México     | 3:0       | Belice          | Clas. Copa Mundial Sub-17 2025  |
| 13-02-2025 | Toluca           | México     | 6:0       | Barbados        | Clas. Copa Mundial Sub-17 2025  |
| 16-02-2025 | Toluca           | México     | 2:2       | Nicaragua       | Clas. Copa Mundial Sub-17 2025  |
| 14-04-2025 | La Châtaigneraie | Portugal   | 6:0       | México          | Torneo Montaigu 2025            |
| 16-04-2025 | La Châtaigneraie | México     | 3:0       | Inglaterra      | Torneo Montaigu 2025            |
| 18-04-2025 | Les Herbiers     | México     | 0:1       | Japón           | Torneo Montaigu 2025            |
| 20-04-2025 | Montaigu         | México     | 2:0       | China           | Torneo Montaigu 2025            |
| 22-05-2025 | Rosario          | Venezuela  | 2:1       | México          | Torneo Canteras de América 2025 |
| 24-06-2025 | Río de Janeiro   | Brasil     | 0:1       | México          | Partido amistoso                |
| 27-06-2025 | Teresópolis      | Brasil     | 5:0       | México          | Partido amistoso                |
| 04-11-2025 | Rayán            | México     | -:-       | Corea del Sur   | Copa Mundial Sub-17 de 2025     |
| 07-11-2025 | Rayán            | México     | -:-       | Costa de Marfil | Copa Mundial Sub-17 de 2025     |
| 10-11-2025 | Rayán            | Suiza      | -:-       | México          | Copa Mundial Sub-17 de 2025     |

## Jugadores

### Última convocatoria
Convocatoria para los partidos amistosos contra Brasil el 27 y 30 de junio.

## Uniforme

### Local
| 1985 | 1987 | 1991 | 1993 | 1997 | 1999 | 2003 | 2005 | 2009 | 2011 2013 |

| 2015 | 2017 | 2019 | 2023 |

### Visitante
| 1985 | 1987 | 1991 | 1993 | 1997 | 1999 | 2003 | 2005 | 2009 | 2011 2013 |

| 2015 2017 | 2019 | 2023 |

## Palmarés
- Copa Mundial de Fútbol Sub-17:  
  -  Campeón (2):2005, 2011.
  -  Subcampeón (2): 2013, 2019.
- Campeonato Sub-17 de la Concacaf: 
  -  Campeón (9): 1985, 1987, 1991, 1996, 2013, 2015, 2017, 2019, 2023.
  -  Subcampeón (1): 1992
  -  Tercero (1): 1983
- Torneo Uncaf Sub-17:
  - Subcampeón (1): 2022.[6]